# Kardos Ernő (újságíró)
Kardos Ernő (Szolnok, 1952. szeptember 28.) magyar rádiós és televíziós újságíró, műsorvezető.

## Életpályája
Szülei: Kardos István és Katz Sára. Egyetemi diplomáját az ELTE Állam- és Jogtudományi Kar politológia szakán szerezte, előtte végezte el a Magyar Újságíró Szövetség (MUOSZ) újságíró iskoláját. Házastársa Juhász-Nagy Ágnes, szintén a Magyar Rádió munkatársa. Gyermekei: Dávid, jogász, Marcell, közgazdász.
Szakmai pályáját a Magyar Rádió Szolnoki Stúdiójában kezdte 1976-ban, ahol minden műfajban kipróbálhatta magát, mert közel tíz évig dolgozott a vidéki szerkesztőségben. Majd 1986-1989 között az Ötödik sebesség című műsor szerkesztő-műsorvezetője. A rendszerváltás után, 1989-tól öt évig a Magyar Rádió Krónika és a 168 Óra szerkesztője, műsorvezetője. Saját ötlet alapján évekig készítette a Parlamenti folyosó című műsort, amiért megkapta az év parlamenti tudósítója címet. Újságírók szavazata alapján lett tagja a Magyar Sajtópáholynak. A 168 óra szerkesztőség tagjaként Pulitzer emlékdíjat díjat kapott, 1994-1996 között a Magyar Rádió Krónika főszerkesztőjeként dolgozott, majd  1998 után a TV2 Jó estét, Magyarország szerkesztője. 2002-2010 között a Magyar Televízió munkatársa volt, ahol nyolc éven át, 2002 és 2009-ig  Az Este című - ugyancsak Pulitzer emlékdíjas televízióműsor alapítója, főszerkesztője, majd 2009-től A szólás szabadsága főszerkesztője is.  A 2010-es parlamenti választás után a hatalomra jutó kormány elsőként távolította el a Magyar Televíziótól. Azóta dolgozott egy rövid ideig az ATV-ben, illetve készített interjúkat a Népszabadság, a HVG, az Élet és Irodalom, a 168 óra számára. 2018 után írt a Független Hírügynökségnek, a B1 Blognak, illetve 2019-től dolgozik a Hírklikk nevű független hírportálnak, interjúi jelennek meg a  Mozgó Világban is. 2024-ben Aranytoll életműdíjat kapott a Magyar Újságírók Országos Szövetségétől.

## Művei
- Spontán privatizáció, vagy politikai alku? (szociográfia, 1990)
- Az érdekegyeztetés szerepváltásai a rendszerváltás után (1999)
- A Whiskys szökésben avagy A szabadság fogságában (Gyuricza Péterrel, 2000)
- Magyarország holnap (interjúk, társszerkesztő, 2001)